# Max Hrdliczka
Maximilian Maria Theodor Hrdliczka (* 6. Juni 1865 in Morawetz, Mähren; † 30. August 1958 in Düsseldorf) war ein österreichischer Holzindustrieller und k.u.k. Forstrat.

## Leben
Hrdliczka entstammte einer alten Güterverwalter- und Forstfamilie. Seine Eltern waren der Güterverwalter Peter Hrdliczka (1818–1897) mit seiner Frau Emilie, geb. von Grebner (1833–1913), Tochter des Franz von Grebner. Über die Familie von Grebner bestand eine enge Versippung mit dem Erfinder des Würfelzuckers, Jacob Christoph Rad. Hrdliczkas bekannteste Geschwister waren Ferdinand Hrdliczka, der als Chemiker mit der späteren Fotokette Herlango zum Begründer der Fotoindustrie in der Donaumonarchie wurde, und der Arzt Victor Maria Hrdliczka (1867–1950), von dem der spätere Jurist Victor Peter Hans Hrdliczka (1902–1964) und die Dirigentin Gertrud(e) Hrdliczka, verheiratete Hofmann (* 1904), abstammten.
Hrdliczkas spätere Frau Helene Karoline Hrdliczka (1871–1929), geb. Alder, war die Schwester des Wiener Chemieindustriellen Victor Alder, der später die Leuchtspurmunition erfand und sich als Rüstungsindustrieller im Ersten Weltkrieg einen Namen machte. Über Alder war er auch verbunden mit dessen Verwandtschaft, der Familie Dolainski, die in Brünn Zuckermaschinen, Kessel und Bahnwaggons baute.
Die Kinder von Max und Helene Hrdliczka waren Gretl Hrdliczka (1893–1944), die den Kammersänger Arthur Preuss aus Wien heiratete, Elsa Hrdliczka (10. Oktober 1894–1988), die den Ziegeleibetreiber Heinrich Zöller aus Düsseldorf heiratete, und Marie Hrdliczka (1896–1972), die den Stahlindustriellen Fritz Hones (1887–1980) aus Berlin heiratete.
Hrdliczka absolvierte mit Auszeichnung das Gymnasium in Brünn und die schlesisch-mährische Höhere Lehranstalt für Forsten auf der Eulenberg. Seinen Militärdienst erledigte er als Einjährig-Freiwilliger im Jahr 1885 und wurde als Leutnant der Reserve im k.u.k. Linien-Infanterie-Regiments „Erzherzog Wilhelm“ No. 12 entlassen.

### Forstverwalter
Mit 21 Jahren wurde Hrdliczka Forstverwalter des Gutes Kiriteyn. Im Oktober 1889 trat er als Forstreferent in die Dienste des Fürsten Salm in Raitz in Mähren ein; im Jahr 1891 wurde er bereits Forstamtsleiter von dessen Besitzungen. Seit 1891 war er Delegierter des Mährischen Jagdschutzvereins. Auch als Jagdhundezüchter (Deutsch Kurzhaar) machte er sich einen Namen. Im Jahr 1899 wurde er Vorsitzender des Direktionsrates der Fürst Salm’schen Besitzungen.
Im Jahr 1901 verließ er auf eigenen Wunsch die Dienste des Fürsten Salm und übernahm anschließend in Strassnitz als Forstmeister und Güterdirektor die selbständige Leitung der 80.000 Morgen umfassenden mährischen Domänen der Reichsgrafen Magnis. In Magnis'schen Diensten blieb Hrdliczka 42 Jahre bis zu seiner Pensionierung im Jahr 1943. Schon bald wurde er zum Generalbevollmächtigten in allen Personal- und Dienstangelegenheiten ernannt. In dieser Stellung verteidigte er die Domänen gegen die ab 1918 beginnende tschechische Bodenreform und konnte die Besitzungen um Strassnitz anschließend noch ausweiten. Im Jahr 1943 setzen ihm die Reichsgrafen Magnis ein Denkmal und benannten eine Straße nach ihm.
Ab 1902 war er auch Prüfungskommissar bei den Staatsprüfungen für Forstleute in Brünn und anerkannter Sachverständiger für Forstschätzungs- und Aufforstungsfragen. Zwei Jahre später wurde er einstimmig vom Mährischen Landtag in Brünn zum Mitglied der Berufungskommission für Personaleinkommen gewählt. Nach Beginn der Tschecho-Slowakischen Republik nach 1918 war er der einzige deutschstämmige Prüfungskommissar bei den Staatsprüfungen der Hochschule für Bodenkultur in Prag.
Noch in der Zeit der österreichisch-ungarischen Monarchie wurde Hrdliczka im Jahr 1911 vom Ersatzmann zum wirklichen Mitglied des Staatseisenbahnrates der k.k. Staatsbahnen an Stelle des verstorbenen Friedrich Baudisch gewählt, bereiste in dieser Funktion die ganze Monarchie und angrenzende Länder unter anderem zur Optimierung der Bahntrassen. In dieser Zeit wurde er von Kaiser Franz Joseph I. in Anerkennung seiner Verdienste zum „k.u.k. Forstrat“ ernannt.

### Unternehmer

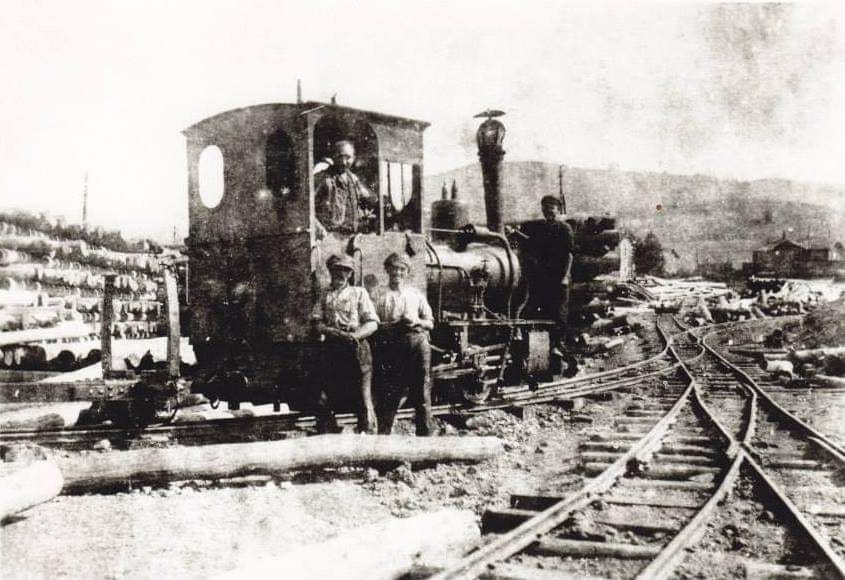
600mm Orenstein & Koppel Lokomotive der Holzfabrik JMDZ Bystřice pod Hostýnem

Im Jahr 1901 gründete der Forstrat mit der Mitgift seiner Frau in Bistritz am Hostein die Hrdliczka Holzwerke / Hrdliczkovy závody, die spätere Impregna AG für Holzimprägnierung (Lieferung an die Eisenbahntrassen bauenden Unternehmen) und Holzbearbeitung (Möbelholz für die ortsansässige Möbel-Firma Thonet). Im Jahr 1944 hatte die Impregna AG etwa 1800 Beschäftigte und 10 Hektar Betriebsgelände. Nach 1950 wurde die Impregna Teil der JmdZ-Südmährische Holzwerke. Hrdliczka war größter Einzelaktionär der „Kreditanstalt der Deutschen“ in Brünn. Mit dieser Bank finanzierte er seinen Außenhandel. Im Verwaltungsrat der Impregna AG vertraten seine Schwiegersöhne Fritz Hones und Heinrich Zöller seine Interessen. Juristischen Rat holte er sich oft von seinem Neffen Victor Hrdliczka. Zur Expansion seiner Aktivitäten beteiligte er zunehmend seinen Mitarbeiter Karel Bazika am Unternehmen, sodass Hrdliczka zum Schluss noch 35 % der Anteile hatte. Der Außenhandel wurde zunehmend durch die von ihm erworbene Handelsfirma Peter Maxon a spol. übernommen. Direkt nach der Enteignung in Mähren nicht aufgrund der Beneš-Dekrete, sondern aufgrund der Kommunisten im Jahr 1946 gründete er in Zvolen 1947 wegen der politischen Situation unter dem Namen Karel Bazikas (als Tscheche) das heute noch marktbeherrschende Unternehmen Bučina a.s. auf einer Betriebsfläche von mehreren Quadratkilometern und mit mehr als 2000 Mitarbeitern. Die Holzversorgung hierfür stammte aus etwa 7000 Hektar eigenem Wald bei Ladzany in der Slowakei und den slowakischen Staatsforsten. Hrdliczka war der Ansicht, dass die Sowjets nach einigen Monaten wieder verschwinden. Deshalb wurde die Westverschiebung des Vermögens nicht rechtzeitig begonnen. Im Jahr 1948 erfolgte die kommunistische  Enteignung auch in der Slowakei. Der Versuch, die Besitzungen im letzten Moment noch über die Liechtensteinische Holding „Bukas“ zu retten, scheiterte.

### Flucht und letzte Jahre
Hrdliczkas Produktionsleiter Karel Bubeníček alias „Misha“ war in Bistritz am Hostein Mitglied in der 1. Tschechischen Partisanenbrigade Jan Žižka (1. československá partyzánská brigáda Jana Žižky), der auch Hrdliczkas Enkel Arthur Preuß, Sohn seiner Tochter Gretl mit Arthur Preuss und Mitglied der Roman-Karl-Scholz-Gruppe, angehörte. Diese Partisaneneinheit rettete Hrdliczka im Jahr 1945 aus der zentralen Hinrichtungsstätte im Prager Gefängnis Pankrác und ermöglichte ihm im Jahr 1948 nach der kommunistischen Machtübernahme in der Tschechoslowakei die Flucht nach Österreich.
Hrdlicka starb als mittelloser Flüchtling im Jahr 1958 bei seiner Tochter Elsa Zöller in Düsseldorf.